# Robert Helpmann
Sir Robert Murray Helpmann (Mount Gambier, 9 aprile 1909 – Sydney, 28 settembre 1986) è stato un ballerino, attore, coreografo e direttore di teatro australiano naturalizzato britannico.

## Biografia

### Le origini
Robert Murray Helpmann nacque nell'Australia Meridionale il 9 aprile 1909. Venne educato al Prince Alfred College di Adelaide e fin da ragazzo mostrò una viva propensione per la danza, una passione abbastanza inusuale per un bambino che viveva nell'Australia degli anni venti. Robert era scuro di capelli, pallido e con grandi occhi scuri, era anche il maggiore di altri due fratelli, una ragazza, Sheila, e Maxwell, che lo seguirono nel mondo dello spettacolo diventando attori.

### La prima parte della carriera
Nel 1926 si unì al tour della compagnia della ballerina russa Anna Pavlovna Pavlova. L'artefice di questo incontro fu il padre di Robert che, trovandosi in viaggio d'affari a Melbourne incontrò la danzatrice e fece in modo di farle conoscere il figlio. A questo periodo risale anche il cambio di cognome da "Helpman" a Helpmann": vi sono numerose versioni del motivo di questa scelta, una vuole che Anna Pavlovna Pavlova, appassionata di numerologia, non approvasse quel nome di tredici lettere.
Nel 1927, Helpmann iniziò a danzare ad un livello professionistico, ma le occasioni per emergere in Australia erano piuttosto limitate. Nel 1930 lavorò nella produzione dell'operetta The Blue Moon di J. C. Williamson e poi in uno spettacolo di rivista di Hugh D. McIntosh dove venne indicato in cartellone come "Bobby Helpman burlesque dancer". Nel 1932 coreografò il burlesque Business a la Russe e l'anno seguente volò a Londra per studiare danza con Ninette de Valois presso il Royal Ballet. In quell'occasione ebbe la possibilità di danzare in Coppélia e di studiare con il ballerino Anton Dolin. La trasferta londinese mise in mostra la sua bravura e presto divenne il principale ballerino del Royal Ballet, con cui rimase per la gran parte della sua carriera, e poté lavorare con professioniste del calibro di Margot Fonteyn, con cui danzò in diversi spettacoli coreografati da Frederick Ashton, compreso il numero delle sorellastre nel balletto ispirato a Cenerentola del 1948.
Nel 1939 interpretò il principe azzurro in La bella addormentata con la Fonteyn al Sadler's Wells Theatre per il Royal Opera House, Covent Garden di Londra. Helpmann lavorò per diversi anni con la Fonteyn e nel 1949 i due portarono negli Stati Uniti il balletto La bella addormentata ed il tour fu un grande successo.

### Il passaggio alla coreografia e al cinema
Passati i 40 anni, la carriera di ballerino di Robert arrivò a una naturale conclusione ed egli iniziò quindi a fare il coreografo e l'attore. Produsse balletti da lui coreografati, fra cui si ricordano Comus (1942), Hamlet (1942), The Birds (1942), Miracle in the Gorbals (1944), Adams Zero (1946), Caravan (1946) ed Elektra (1963). In quegli anni continuò saltuariamente a danzare esibendosi all'Old Vic e allo Stratford Shakespeare Festival in Canada nel ruolo di Amleto.
Nel 1944 cominciò a recitare per il cinema, sebbene spesso in ruoli minori; fra i suoi film si ricordano Scarpette rosse (1948), di cui curò le coreografie, Volo senza ritorno (1942) e 55 giorni a Pechino (1963).

### Il lavoro in Australia
Il 1965 segnò il suo ritorno in patria come co-direttore del The Australian Ballett dando un grande impulso allo sviluppo del balletto in Australia al fianco dell'ex-ballerina Peggy Van Praagh fino al 1974, anno in cui assunse la piena direzione che tenne fino al 1976. Per l'Australian Ballett produsse e diresse diversi balletti fra cui Yugen (1965), Elektra (1967), un rifacimento della sua opera pensata per il Royal Ballet, Sun Music (1968), Perisynthyon (1974) e La vedova allegra (1975). Con l'operetta di Franz Lehár si era già confrontato in passato, avendola danzata negli anni '30.
Nel 1981, Robert lavorò per l'Australian Opera dirigendo l'Alcina di Georg Friedrich Händel. Nel 1983, in occasione del suo sessantesimo anniversario di lavoro nel teatro, dirige il Romeo e Giulietta di Gounod che viene rappresentato alla Sydney Opera House. Nello stesso anno ha la parte, nel teatro tradizionale, del protagonista Alfred Douglas nel dramma, esordiente, The Cobra ad opera di Justin Fleming.

## Vita privata
Helpmann incontrò, nel 1938, Michael Benthall (1919-1974), un giovane attore di dieci anni più giovane di lui, con il quale ebbe una relazione che durò fino alla morte di Michael, avvenuta nel 1974. Robert morì il 28 settembre del 1986, venne cremato e le sue ceneri disperse a Melbourne. In suo onore venne creata la Helpmann Academy nel 1994. Su di lui è stata scritta anche un'opera teatrale Lyrebird (Tales of Helpmann) che ha esordito nel 2009.

## Filmografia
- Volo senza ritorno (One of Our Craft is Missing), regia di Michael Powell ed Emeric Pressburger (1942)
- Enrico V (The Chronicle History of King Henry the Fift with His Battell Fought at Agincourt in France), regia di Laurence Olivier (1944)
- Zingari (Caravan), regia di Arthur Crabtree (1946)
- Scarpette rosse (The Red Shoes), regia di Michael Powell ed Emeric Pressburger (1948)
- La sottana di ferro (The Iron Petticoat) regia di Ralph Thomas (1956)
- The Big Money, regia di John Paddy Carstairs (1958)
- 55 giorni a Pechino (55 Days at Peking), regia di Nicholas Ray (1963)
- The Soldier's Tale, regia di Michael Birkett (1964)
- Quiller Memorandum (The Quiller Memorandum), regia di Michael Anderson (1966)
- Citty Citty Bang Bang (Chitty Chitty Bang Bang), regia di Ken Hughes (1968)
- Le avventure di Alice nel Paese delle Meraviglie (Alice's Adventures in Wonderland), regia di William Sterling (1972)
- Don Quixote, regia di Robert Helpmann e Rudol'f Nureev (1973)
- The Mango Tree, regia di Kevin James Dobson (1977)
- Patrick, regia di Richard Franklin (1978)